# Nico Moreno
Pour les articles homonymes, voir Bloche et Moreno.
Nico Moreno [niko mɔʁeno], de son vrai nom Nicolas Bloche, né le 20 août 1994 à Caen, dans le département du Calvados en France, est un disc jockey et producteur musical français,.
Il est classé à la 126e place du classement DJ Mag Top 100 en 2024.

## Biographie

### Jeunesse et débuts (1994-2010)
Nicolas Bloche naît à Caen en Normandie, où il grandit au sein d’une famille aimante. Passionné dès l’enfance par la musique (funk, années 80–90), il découvre progressivement la musique électronique. À l'âge de 16 ans, il commence à mixer dans des clubs généralistes sous le pseudonyme Nico B, jouant principalement du hip‑hop, trap et EDM. Malgré une offre de résidence dans un club à Deauville, il préfère créer avec des amis une association techno locale dans le Calvados, devenant rapidement populaire grâce à la qualité de leurs soirées underground,.

### Virage vers la techno (2012-2016)
Vers 2014, il découvre la techno via des labels comme Drumcode et des artistes comme Perc, Ansome et Rebkah. Influencé par la techno industrielle, il se tourna définitivement vers celle-ci, il commença donc à produire dès l'âge de 20 ans, marquant le début de sa carrière professionnelle.

## Carrière professionnelle

### Percée sur la scène techno (2017-2018)
A partir de 2017, il publie ses premiers titres sur des labels comme BlvckPlvgue, Grounded ou encore Raven Sigh. Parmi ses singles les titres Insolent Rave, Viollent Conflict, Overwhelm ou encore Wave 4 Rave, posent les bases d'un style musclé, mélangé à du gabber, du hardcore et de l'acid techno. Rapidement, ses morceaux connaisent un succès notable sur les plateformes de streaming, attirant l'attention de la scène underground mondiale.

### Fondation deInsolent Rave Records
En 2019, il quitte BlvckPlvgue pour fonder son propre label discoraphique, Insolent Rave Records afin de conserver une liberté artistique totale et de soutenir de nouveaux talents. Le premier EP du label, Purple Widow, est acclamé par les fans et solidifie sa position sur la scène techno.

### Tournée, label et expansion (2020-2023)
Entre 2022 et 2023, Nico Moreno multiplie les performance dans les plus grands festivals européens : Verknipt, Kappa FuturFestival, Rotterdam Rave, Extrema Outdoor, Complex Festival, Dreambeach, et bien d'autres.
Il indique à LA Weekly qu'en août 2023, ses dix titres Spotify les plus populaires totalisent plus de 1 million d'écoute chacun.

### Album et affirmation internationale (2024-2025)
En avril 2024, il publie sont premier album studio intitulé "You Can't Stop The Movement", salué pour son intensité et sa production immersive. En juillet de la même année, Moreno monte sur les planches du célèbre festival Tomorrowland ainsi que celui des Ardentes,.
En juillet 2025, il est choisi pour curater la scène De Balzaal au Dour Festival, invitant des artistes tel que Novah, Dax J ou ØTTA,. Le 7 mai 2025, Nicolas se produisit à la Halle Tony-Garnier à Lyon pour un "All Night Long" organisé par les collectifs Encore et 23:59. 

## Style musical et influence
Nico développe un style puissant aux rythme rapide et aux textures industrielles influencé par la gabber, l'acid techno et la hardcore.
Il déclare à Techno Airlines dans une interview : « I tend to mix elements from industrial techno, hard techno, gabber, hardcore, and acid techno » (« J'ai tendance à mélanger des éléments issus de la techno industrielle, de la hard techno, du gabber, du hardcore et de l'acid techno. »).
Lorsqu'on lui demande comment son style a évolué, il répond : «One word: Speed… I produce 15 bpm faster now than before » (« Un seul mot : vitesse… Je produis désormais 15 bpm de plus qu'avant. »)

## Citation personnelle
« Travelling inspires me… Being sociable and opening your eyes to the world opens your mind. That’s what inspires me… »
— Nicolas Bloche
        
« Voyager m'inspire... Être sociable et ouvrir les yeux sur le monde ouvre l'esprit. C'est ce qui m'inspire... »
« Surreal, Moving, Fulfilling… I live at 100 km/h… I live for the music and my public… »
— Nicolas Bloche
        
« Surréaliste, émouvant, épanouissant… Je vis à 100 km/h… Je vis pour la musique et mon public… »

## Discographie

### Single et EPs
| Année | Titre                                               | Label                  |
| ----- | --------------------------------------------------- | ---------------------- |
| 2017  | Violent Conflict                                    | Grounded.              |
| 2017  | Acid from the Abyss (feat. Axel Picodot)            | Grounded.              |
| 2017  | Presence                                            | Grounded.              |
| 2017  | Insolent Rave                                       | BlvckPlvgue            |
| 2017  | Overwhelm                                           | Raven Sigh             |
| 2019  | Purple Widow                                        | Insolent Rave Records  |
| 2019  | Violent Methods                                     | Techno Germany Records |
| 2020  | Wave 4 Rave (feat. DYEN, WN‑DRLST, Kozlov)          | Insolent Rave Records  |
| 2021  | Techno Crari                                        | Insolent Rave Records  |
| 2022  | This Is For My Haters                               | Insolent Rave Records  |
| 2022  | Confined in Hell                                    | Insolent Rave Records  |
| 2023  | Do You Know Why You Love Techno                     | Insolent Rave Records  |
| 2023  | T'as Cru Quoi                                       | Insolent Rave Records  |
| 2024  | You Make Me Horny                                   | Insolent Rave Records  |
| 2024  | 2 Be High (avec Warface)                            | Insolent Rave Records  |
| 2024  | Hard Kicks, Cheap Thrills (feat. Reinier Zonneveld) | Insolent Rave Records  |
| 2024  | Why Was I Chosen (feat. Gravedgr)                   | Insolent Rave Records  |
| 2024  | Make Sacrifices For Glory                           | Insolent Rave Records  |
| 2024  | Let's Burn Her Roses                                | Insolent Rave Records  |
| 2024  | Just A Country Boy                                  | Insolent Rave Records  |
| 2024  | Because They Want Our Seat (avec Sara Landry)       | HEKATE Records         |
| 2024  | 2 Be High (Holy Priest remix)                       | Insolent Rave Records  |

### Album
| Année | Titre                       | Label                 |
| ----- | --------------------------- | --------------------- |
| 2024  | You Can't Stop The Movement | Insolent Rave Records |

## Polémiques
Le 27 juillet 2025, au festival Tomorrowland, Nico Moreno qui jouait avant Dimitri Vegas sur la mainstage, a diffusé un remix du morceau "Woops", célèbre remix notamment interprété par Dimitri Vegas. Ce choix de set a surpris l'artiste belge, filmé sur le côté de la scène avec une expression de consternation devant l'utilisation imprévue de son propre remix dans le set du DJ précédent. La diffusion de cette séquence a rapidement déclenché une vive discussion en ligne, alimenté par des contenus viraux sur les réseaux sociaux,.
Face aux réactions, Dimitri Vegas est intervenu via ses réseaux sociaux pour relativiser l'incident, déclarant que la polémique avait été exagérée et exprimant son empathie envers Nico Moreno : "It isn't that big of a deal" (« Ce n'est pas si grave que ça »). Nico lui-même a répondu publiquement avec respect, saluant leur collaboration sur scène et évoquant une relation amicale : "Love and respect for you brother, it was a huge pleasure to dance with you on the mainstage" (« Amour et respect pour toi, mon frère, ce fut un immense plaisir de danser avec toi sur la scène principale. »). Plusieurs artistes du milieu ont également commenté pour encourager l'apaisement, estimant que la musique devait unir et non diviser,.

### Liens
- (es) Rocío Flores, « Hablamos con Nico Moreno sobre su último tour por Sudamérica » [« Nous avons discuté avec Nico Moreno de sa dernière tournée en Amérique du Sud. »], sur DJ Mag Latinoamérica, 6 juin 2024 (consulté le 2 août 2025)
- (es) « Nico Moreno: El fenómeno del hard techno en Ultra Buenos Aires : El DJ y productor francés que desafió las reglas del techno llega a Ultra Buenos Aires 2025 con su sonido arrollador. » [« Nico Moreno : Le phénomène hard techno à Ultra Buenos Aires »], sur DJ Mag Latinoamérica, 11 février 2024 (consulté le 2 août 2025)
- Boris Letondeur et François Hauville, « "J'ai été éboueur, j'avais mes après-midi pour produire de la musique" : qui est Nico Moreno, le DJ qui fait danser le monde entier ? », sur France 3, 23 septembre 2024 (consulté le 2 août 2025)